# 特権監督委員会
特権監督委員会(英語: Committee for Privileges and Conduct)は、英国議会(貴族院)に属する委員会。貴族院に関する事項や、爵位回復にかかる請願審判等を管轄する。
本項では、委員会に属する常設の附属委員会に関しても触れる。

## 概要
特権監督委員会は貴族院に属する特別調査委員会で、①貴族院とその構成員にかかる議員特権や行動規範、②停止した爵位の回復といった爵位称号に関する請願を検討・調査・裁定を行う。前者の活動に関しては日常業務的であるため、その実務は附属委員会に委任、運営されている。委員会は16名の現職貴族院議員によって構成され、そのうち3名は司法官庁経験者で占められる必要がある。

### 委員会委員
2019年4月時点の委員会は以下の貴族院議員によって構成されている。
| 委員会委員 | 委員会委員                                   | 所属政党 | 所属政党     | 貴族     |
| ---------- | -------------------------------------------- | -------- | ------------ | -------- |
|            | アルクルーイスのマクフォール男爵(委員長)     |          | 無所属       | 一代貴族 |
|            | イートン・アンダー・ヘイウッドのブラウン男爵 |          | クロスベンチ | 一代貴族 |
|            | 第7代カスカート伯爵                          |          | 保守党       | 世俗貴族 |
|            | ディア男爵                                   |          | クロスベンチ | 一代貴族 |
|            | イームズ男爵                                 |          | クロスベンチ | 一代貴族 |
|            | ボウズパークのエヴァンズ女男爵               |          | 保守党       | 一代貴族 |
|            | クレイグヘッドのホープ男爵                   |          | クロスベンチ | 一代貴族 |
|            | レアグのアーバイン男爵                       |          | 労働党       | 一代貴族 |
|            | パディントンのジェイ女男爵                   |          | 労働党       | 一代貴族 |
|            | マクアヴォイ男爵                             |          | 労働党       | 一代貴族 |
|            | クラッシュファーンのマッカイ男爵             |          | 保守党       | 一代貴族 |
|            | ニュービー男爵                               |          | 自由民主党   | 一代貴族 |
|            | ベイジルドンのスミス女男爵                   |          | 労働党       | 一代貴族 |
|            | ドロックスフォードのストナム男爵             |          | 自由民主党   | 一代貴族 |
|            | ホルビーチのテイラー男爵                     |          | 保守党       | 一代貴族 |
|            | 第2代アルスウォーター子爵                    |          | 保守党       | 世俗貴族 |

### 附属委員会委員
2019年4月時点の附属委員会は以下の貴族院議員によって構成されている。
| 委員会委員 | 委員会委員                                           | 所属政党 | 所属政党     | 貴族     |
| ---------- | ---------------------------------------------------- | -------- | ------------ | -------- |
|            | イースト・アンダー・ヘイウッドのブラウン男爵(委員長) |          | クロスベンチ | 一代貴族 |
|            | バークリーのコープ男爵                               |          | 保守党       | 一代貴族 |
|            | ドラキア男爵                                         |          | 自由民主党   | 一代貴族 |
|            | レアグのアーバイン男爵                               |          | 労働党       | 一代貴族 |
|            | ベンガーヴのオニール女男爵                           |          | クロスベンチ | 一代貴族 |